# Gavin O'Connor
Gavin O'Connor (Cork, 17 de dezembro de 1972) é um ator irlandês, mais conhecido pelos seus papéis em filmes como Dorothy Mills (2008), Eden (2008), The Front Line (2006), Headrush (2004) e This is my Father (1998).
O'Connor estudou no Beckett Center, no Trinity College Dublin.

## Trabalhos

### Cinema
- Fifty Dead Men Walking (2008)
- Dorothy Mills (2008)
- Eden (2008)
- The Front Line (2006)
- Turning Green (2005)
- RoseBud (2004)
- Headrush (2003)
- This Time Round (2001)
- Mad About Mambo (2000)
- When the Sky Falls (2000)
- The Black Suit (2000)
- Boat Racing (1999)
- This Is My Father (1998)
- The Informant (1997)
- Fanatic (1997)
- Bloodlines: Legacy of a Lord (1997)
- The Boys of Barr na Sráide (1996)

### Televisão
- The Tudors (2009)
- The Galway Races (2009)
- Showbands II (2007)
- Teenage Cics (2006)
- Stardust (2006) (2006)
- Galactik Football (2006)
- Showbands (2005)
- Clubhouse (2004)
- The Blizzard of Odd (2001)
- Rí Rá (2001)
- The Ambassador (1998)

### Teatro
- Borstal Boy, Joe da Vinci, Gaiety Theatre, Dublin
- A Woman Of No Importance, Abbey Theatre, Dublin
- Loco Country Lonesome (Packo), Olympia Theatre, Dublin
- Hamlet (Laertes), Riverbank Theatre, Dublin
- The Crucible (Danforth), Beckett Centre, Irlanda
- Picnic (Hal), Focus Theatre, Irlanda
- I Like Armadillos (Sean), Andrews Lane, Dublin